# Termiz
Termiz, Термиз; (orosz nyelven: Термез; tadzsik nyelven: Тирмиз; perzsa nyelven: ترمذ Termez, Tirmiz ; arab nyelven: ترمذ Tirmidh; az ókori görög Tàrmita, Thàrmis, Θέρμις) város Üzbegisztán legdélebbi részén, Afganisztán határán. Lakossága 140 404 (2005. január 1-jén), Surxondaryo régió fővárosa.

## Nevének eredete
A város modern elnevezése a szogdiai Tarmiδ-enből ered, amely az ókori iráni tara-maiθa-ból származik, aminek jelentése: „az átkelés helye” (tara átkelés, maiθa-hely). A hely az ókorban az Amu-darja folyó fontos átkelési pontja volt.
Egyesek a város nevét a "forró" görög termoszhoz kapcsolják, a nevét visszavezetve Nagy Sándorra. Mások szerint pedig neve a szanszkrit taramatoból származik, vagyis "a folyóparton" jelentésű.

## Története

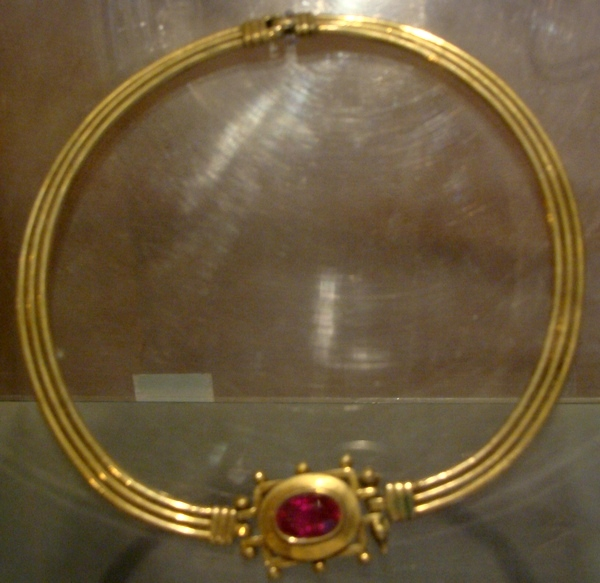
Egy karkötő a termizi Archeológiai Múzeum anyagából

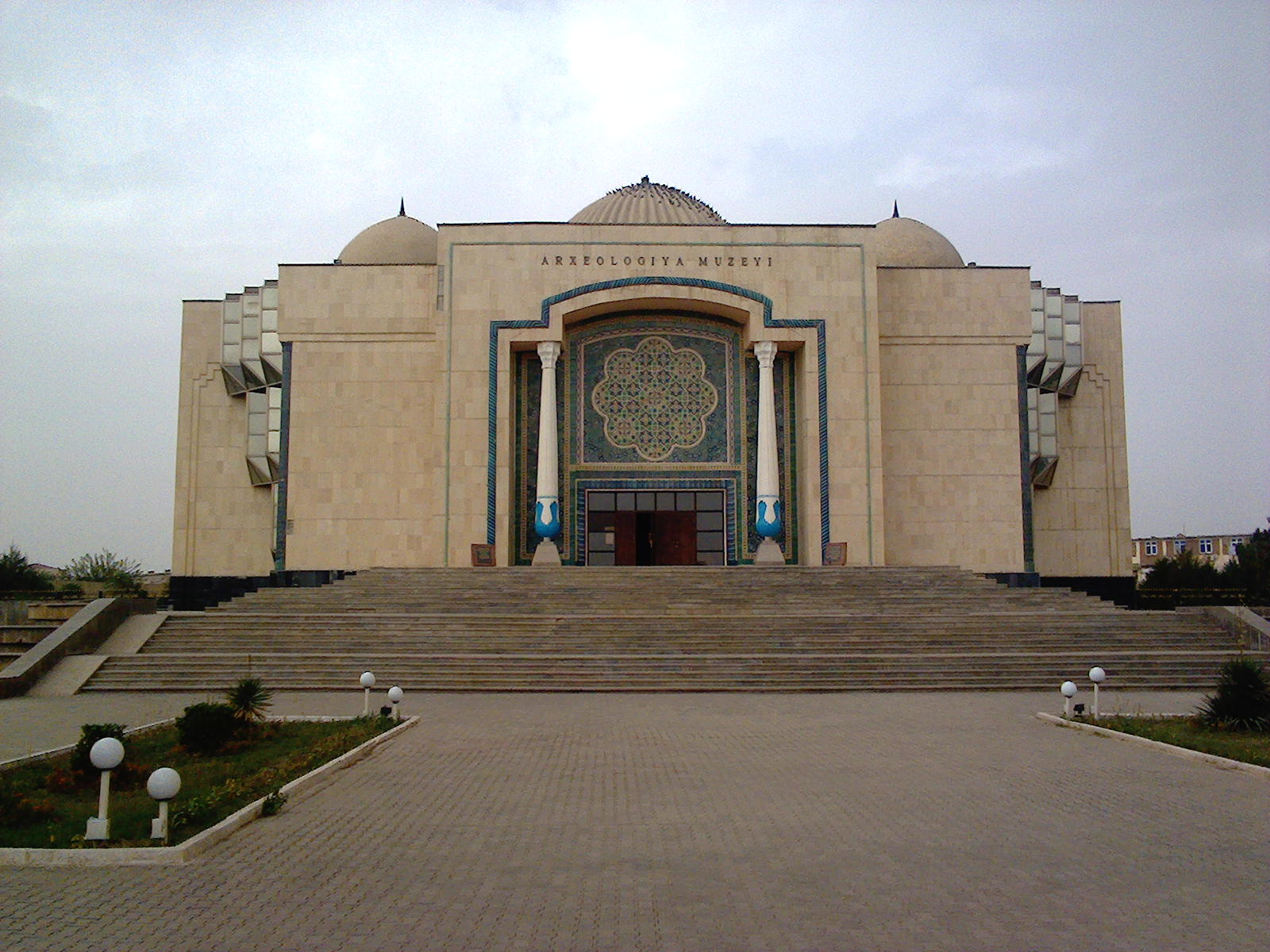
Termiz Archeológiai Múzeum

A város már az i.e. 6. században, az Akhaimenida Birodalom idején is ismert volt. Termizt Kr. E. 329-ben Nagy Sándor hódította meg. Később Demetrius, a görög-baktriai királyság alapítója Demetrisnek nevezte el. A Kusán Birodalom részeként (Kr. e. 1–3. Század) a várost Ta-li-mi-nek hívták (a kínai Tu-mi-ban), Tami. Ebben az időszakban a város a buddhizmus fontos központjává vált.
Az 5. és 6. században a várost heftaliták és a Szasszanidák uralták.
A 7. században a várost az itt őshonos Termiz shah-dinasztiája uralta. A Köktürkök ("kék törökök") vazallusa volt.
705-ben az arabok foglalták el a várost, és az Abbászidák és a Számánidák birodalma alatt az iszlám egyik központjává vált.
A 9. és a 12. században Termiz nagy város és kulturális központ, mely népszerű volt a vására és a kézművessége révén. Ebben az időben a város erődítményének hossza 16 kilométer volt, kilenc kapuval. Ebben az időszakban Termiz a Gaznavidák, Szeldzsukok és a Karahánidák része volt. 1206-ban a város Hvárezm részévé vált.

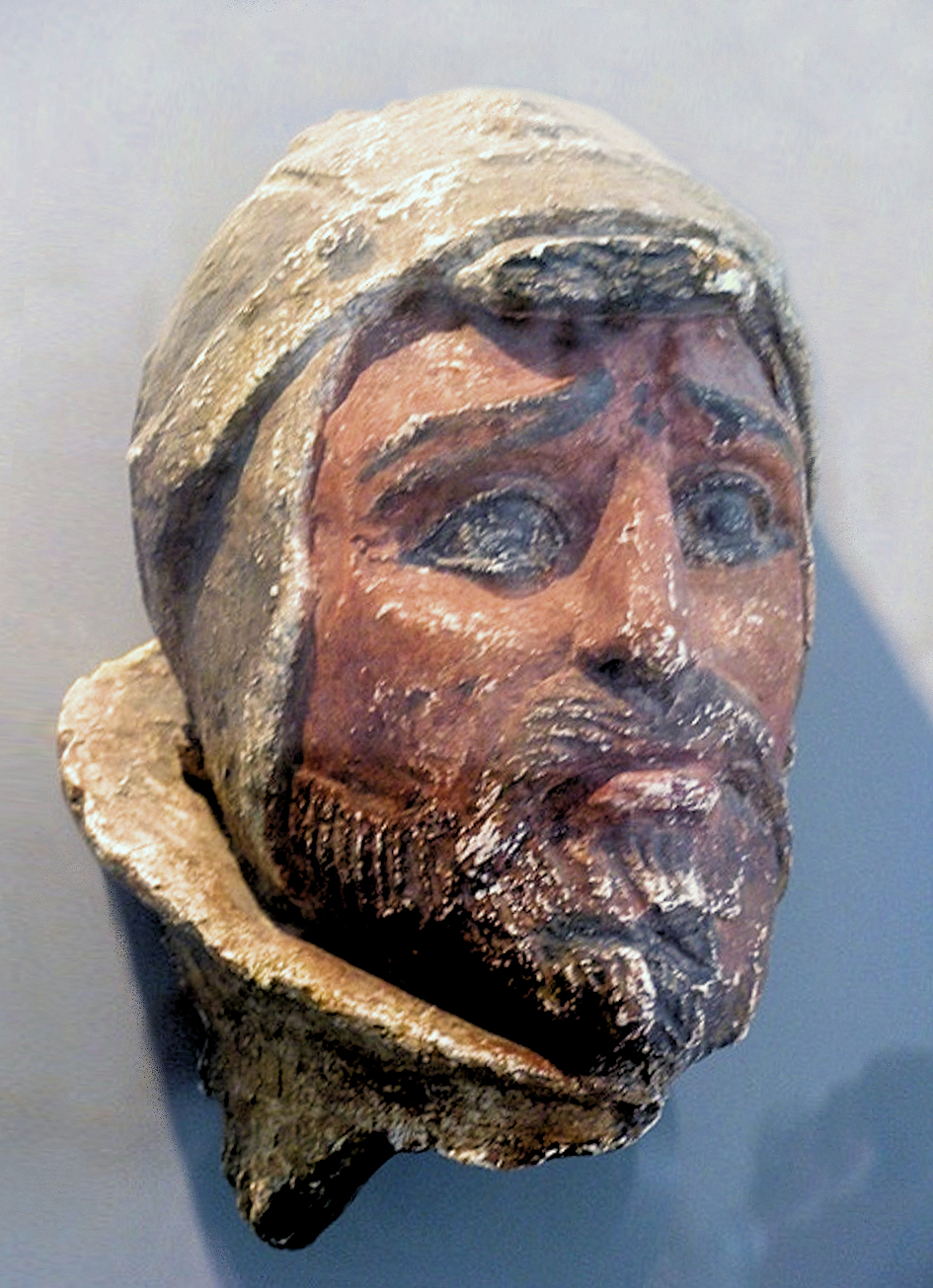
Saka fej a temrizi Archeológiai Múzeumból

Kétnapos ostrom után 1220-ban Dzsingisz kán csapatai pusztították el a várost.
Ibn Battúta leírásában megjegyezte, hogy a város "finom épületekkel és bazárokkal, csatornákkal és sok kerttel  rendelkezik". 
A 13. század második felében a Surxondaryo folyó jobb partján Termiz keleti felének helyreállítása a Timurida birodalom, azután a Sajbánidák része lett. A 18. század második felére a várost lakói elhagyták. Az elhagyott város közelében egyedül  Salavat és Pattakesar (Pattagissar) lakott falvak maradtak.

## Temriz az Orosz Birodalomban és a Szovjetunióban

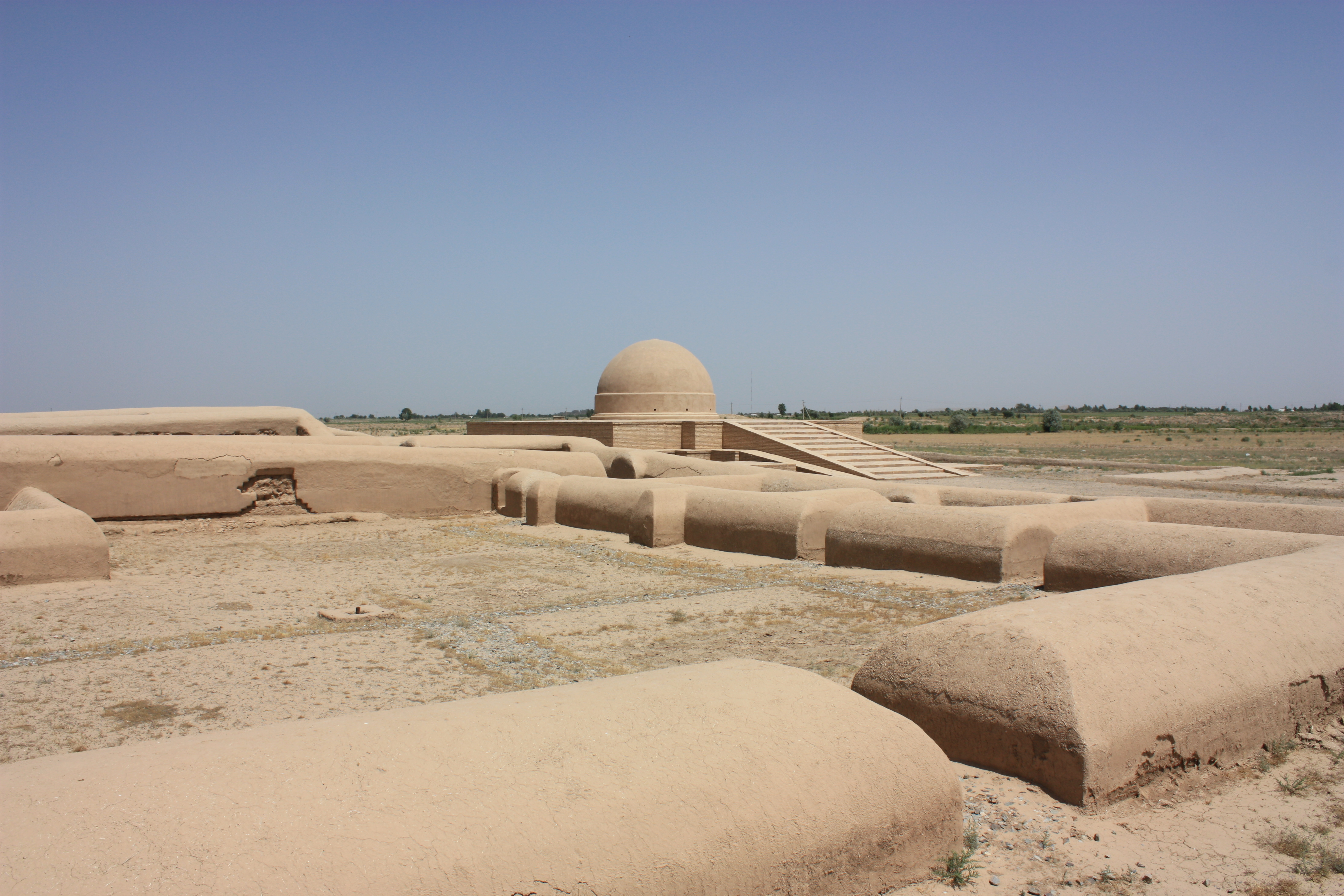
Termiz, Fayoz-Tepe

1893 januárjában Bukhara emirátusa Pattakesar falu földjét adta az orosz kormánynak egy orosz erőd és helyőrség, valamint egy katonai határerődítmény felépítéséhez, ahol az Amu-darja folyó kikötőjét építették fel.
1928-ban a Szovjetunió részeként Pattakesar átnevezésre került, és a település ősi, Termiz nevét kapta vissza. 1929-ben az addigi falu várossá vált.
A szovjet kormány éveiben Termizben ipari vállalkozások épültek ki, Pedagógiai Intézetet és színházat nyitottak.
A szovjet – afgán háború (1979–1989) alatt Termiz fontos katonai bázis volt, katonai repülőtér és egy közúti-vasúti híd épült az Amu-darja folyón („Barátság hídja”).

## Független Üzbegisztán

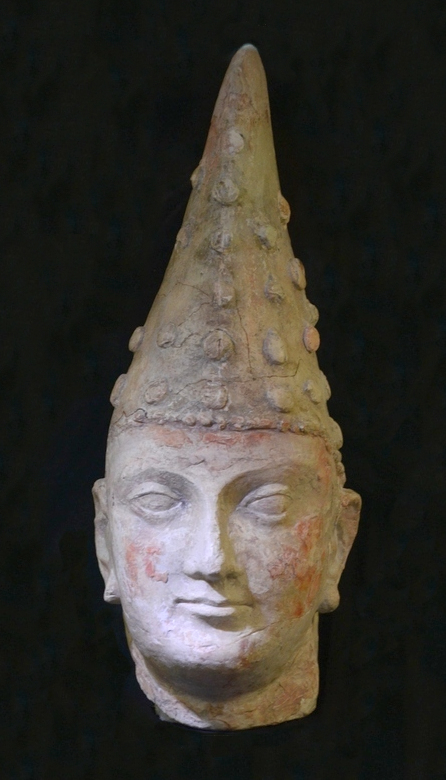
Kara Tepe, szoborrészlet

2009-ben a „Termiz regionális vasúti csomópont” létrehozását vették tervbe, amely az egyik fő helye lesz a NATO- szállítmányok Afganisztánba tervezett tranzitjának. Az árutovábbítás Oroszországon, Kazahsztánon és Üzbegisztánon, Türkmenisztánon halad át a vasúton keresztül, 2009-ben, Tashguzar-Boysun-Kumkurgan néven. 
2015 júniusában, Pakisztán miniszterelnöke, Nawaz Sharif bejelentette a Gwadar–Termez-autópálya építését, amely egy úthálózaton keresztül Üzbegisztánt az arab tengerrel a pakisztáni Gwadar kikötővel kötné össze.

## Szállítás
Üzbegisztánt és Afganisztánt az Amu-darja folyó választja el egymástól, Afganisztán Hairatan felé az Afganisztán – Üzbegisztán Barátság-híd keresztezi a folyót. Termizt a Termizi repülőtér is kiszolgálja, Taskent és Moszkva felé. Termez az üzbég vasuttal kapcsolódik az országok más városaihoz és Mazar-i-Sharifhez, Afganisztánban.

## Itt születtek, itt éltek

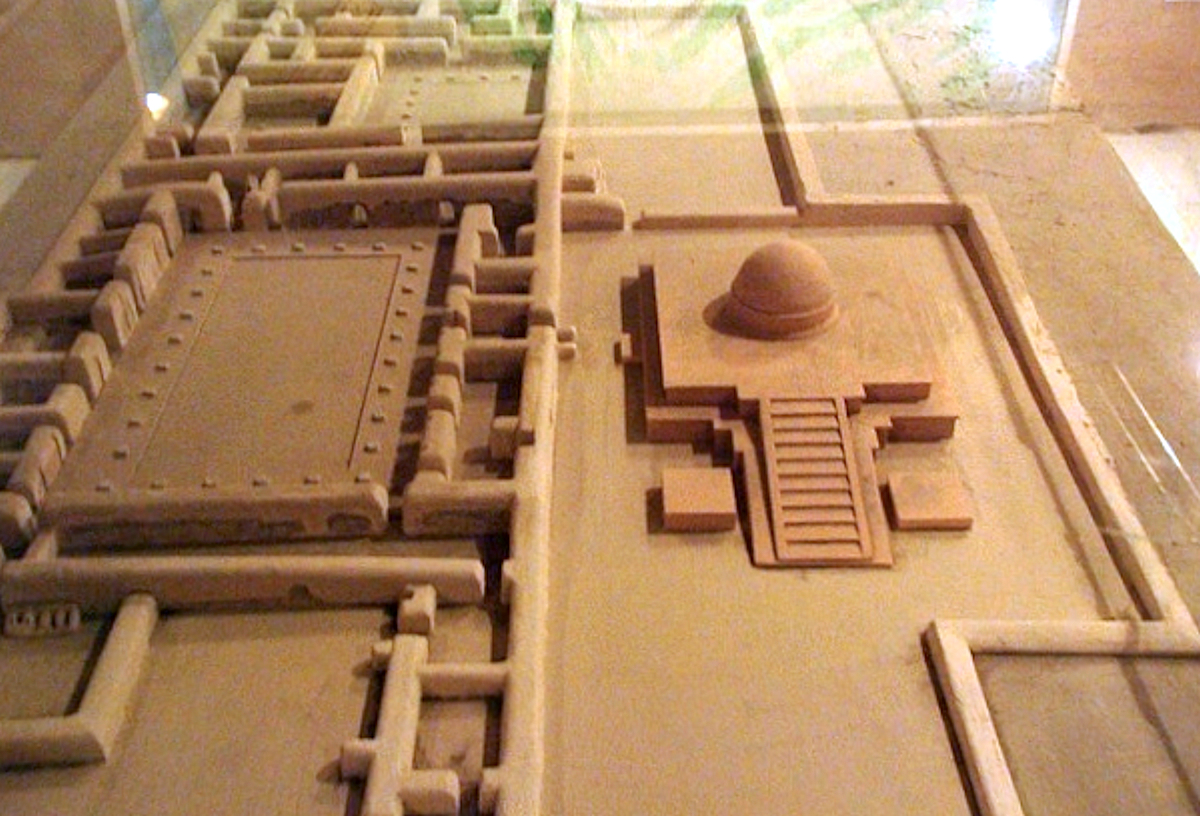
Fayaz Tepe, monostor és sztupa makettje

- Hakim-at-Termizi, aki a híres szufi teológusok egyike volt a régi Termizbe temették el, amely a modern Termiz külvárosában található. Termez Ota néven is ismert (Termez védőszentje).
- Ali Termizi, az úgynevezett "Pir Baba" volt, Termizben (1502–1583) született.
- Valerij Khalilov (1952–2016) Termizben született. Orosz tábornok és zeneszerző volt.

## Nevezetességek
Innen: Wikimedia Commons

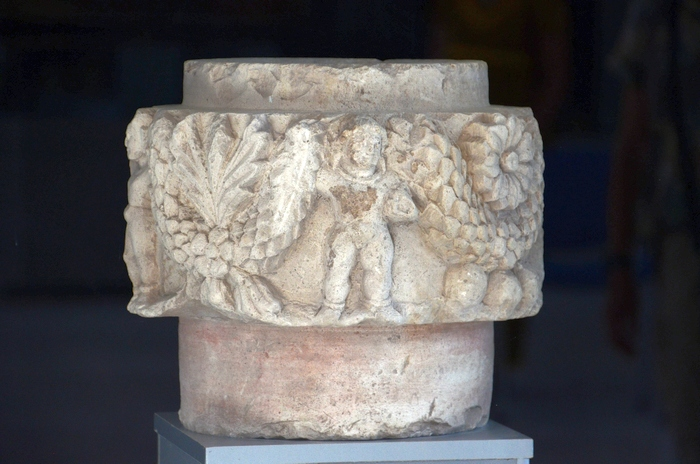
Oszloprészlet a termizi Archeológiai Múzeum anyagából

- Kyrk-Kyz erőd (városon kívüli palota vidéki birtok) (9–14. század)
- A Termezi uralkodók palotája (11–12. század)
- Al Hakim At-Termizi építészeti komplexuma (10–15. század)
- Saodat Sultan építészeti együttese (10–18. század)
- Kokildora Khanaka (16. század)
- Kara-Tepe buddhista kolostor (2–4. század)
- Fayaz-Tepe buddhista kolostor (1–3. század)
- Zurmala torony (1–II. század)
- Abu Isa At-Tirmidhi mauzóleum (Kr. e. 9. század), Sherobod külvárosában, Termiztől 60 kilométerre északra.
- Zul Kifl mauzóleum az Aral-Paygambar szigeten, az Amu-darja folyón. Jelenleg nem érhető el, mivel a katonai övezetben és a korlátozott természetvédelmi terület alatt található.

## Fordítás
- Ez a szócikk részben vagy egészben  a   Termez című angol Wikipédia-szócikk ezen változatának fordításán alapul.  Az eredeti cikk szerkesztőit annak laptörténete sorolja fel. Ez a jelzés csupán a megfogalmazás eredetét és a szerzői jogokat jelzi, nem szolgál a cikkben szereplő információk forrásmegjelöléseként.